# Église catholique en Guinée-Bissau
L'Église catholique en Guinée-Bissau fait partie de l'Église catholique dans le monde. C'est une des confessions du pays, avec au moins 9.23 % de catholiques dans la population.

## Histoire

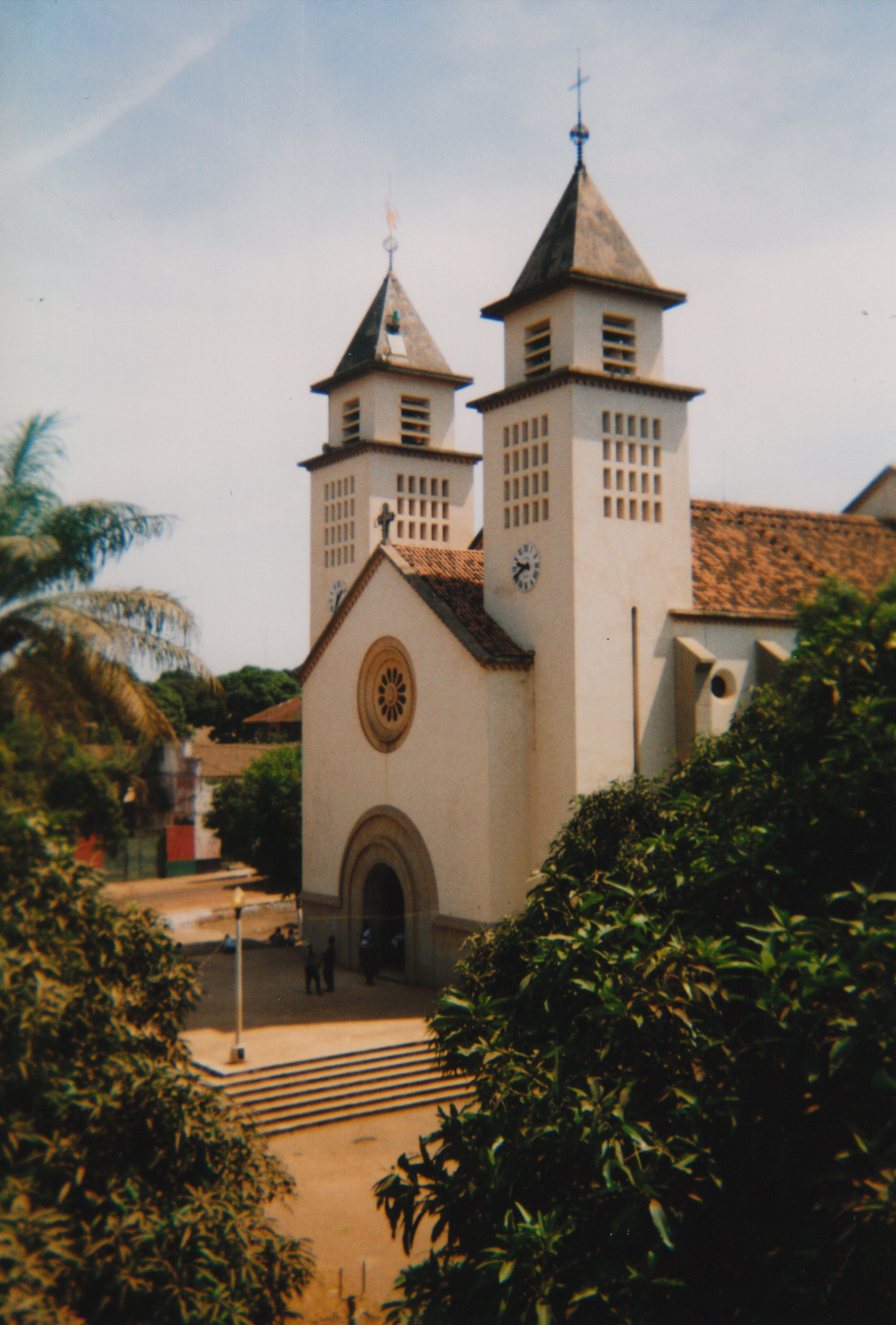
Cathédrale de Bissau

L'évangélisation de la Guinée-Bissau s'est faite par les Franciscains. 
Jusqu'en 1940, tous les territoires actuels de la Guinée-Bissau étaient placés sous la juridiction du diocèse de Santiago ; à cette date, ils en sont détachés pour former une Mission sui juris portugaise d'où est maintenant originaire le diocèse de Bissau (en).
En 1990, le Pape Jean-Paul II visite la principale église catholique du pays, la Cathédrale Notre-Dame de Candelaria

## Organisation ecclésiastique
Il existe deux diocèses dans le catholicisme en Guinée-Bissau placés sous le Saint-Siège (voir carte ci-contre) :
- Le diocèse de Bissau (en), érigé en 1977
- Le diocèse de Bafatá (en), érigé en 2001